# (38729) 2000 QP137
2000 QP137 (asteroide 38729) é um asteroide da cintura principal. Possui uma excentricidade de 0.24034760 e uma inclinação de 2.46113º.
Este asteroide foi descoberto no dia 31 de agosto de 2000 por LINEAR em Socorro.